# Dekanat Kąty Wrocławskie
Dekanat Kąty Wrocławskie – jeden z 33 dekanatów w rzymskokatolickiej archidiecezji wrocławskiej.
W skład dekanatu wchodzi 11 parafii:
- parafia św. Filomeny → Gniechowice
- parafia Wniebowstąpienia Pana Jezusa → Jaszkotle
- parafia śś. Piotra i Pawła → Kąty Wrocławskie
- parafia Podwyższenia Krzyża Świętego → Kostomłoty
- parafia Trójcy Świętej → Małkowice
- parafia św. Katarzyny → Piotrowice
- parafia św. Anny → Ramułtowice
- parafia Narodzenia Najświętszej Maryi Panny → Smolec
- parafia Podwyższenia Krzyża Świętego → Sośnica
- parafia św. Jadwigi → Świdnica Polska
- parafia św. Wawrzyńca → Wawrzeńczyce